# خير

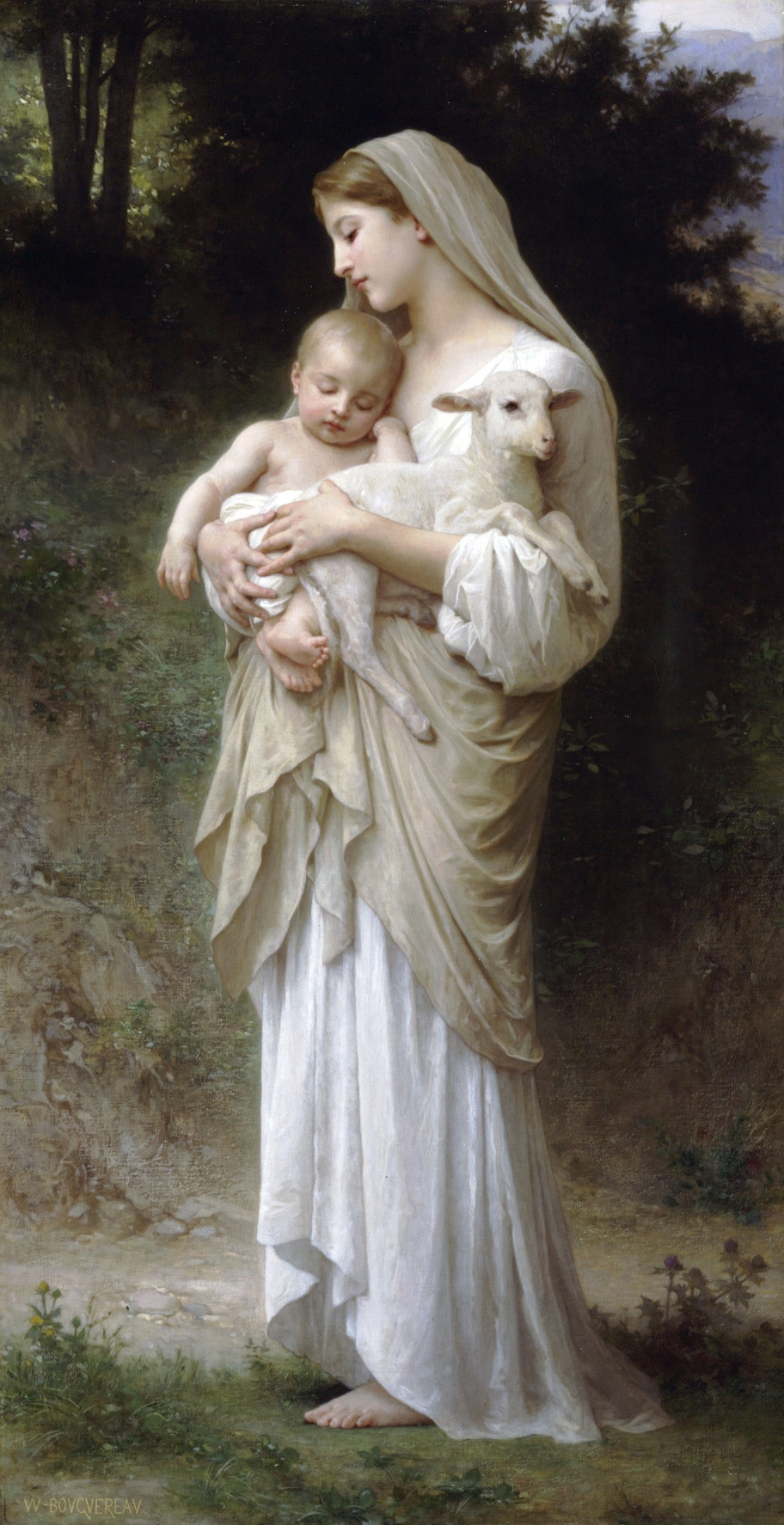

الخير هو شيء أو حالة مرغوبة، ممتعة، أو ما يُعتبر من الناحية الأخلاقية أفضل من شيء آخر أو من حالة أخرى. والخير هو ضد الشر أيضا.
يُعرف الشيء الخيّر أو حالة الخير دائما بشكل نسبي لأشياء أو لحالات أخرى، وتعريفه هو دائما شخصي ذاتي متعلق بسياق الزمان والمكان والعلاقات بين البشر. مثلا: هناك من الناس من يعرّف الزواج على أنه خير، لكن هؤلاء الناس أنفسهم يعرّفون الزواج على أنه شر إذا كانت أعمار المتزوجين أقل من عُمر معين، أو إذا كان أحد المتزوجين متزوجا من شخص آخر أثناء الزواج، أو إذا لم يُعقد حفل الزواج بالطريقة المفضلة بالنسبة لهم.

## «الخير» في الديانات
يؤمن معتنقو الديانات المختلفة أنه عندما يكون الإنسان منتميا إلى إطار ديني معين يمكن تعريف أشياء أو حالات معينة على أنها خير بشكل مطلق، وليس بشكل شخصي وموضوعي. هذا الادعاء بشأن الخير المطلق يستمد قوته من الادعاء بأن هناك كيانا أعلى يرسم محورا أخلاقيا مطلقا يعرف ما هو موجود على جانبي المحور على أنهما «خير» أو «شر».
هناك ادعاء مصاحب لهذا الادعاء وهو الادعاء بأن الدليل على أن مدى الخير والشر هو من الناحية الدينية مطلق، وهناك نظام جزاء ربّاني لمن يعمل الخير أو لمن يعمل الشر. تعتمد المعرفة بتحقق نظام الجزاء هذا على ادعاءات بتوقعات موالية، وادعاءات صوفية مطلقة مختلفة. بمعنى أن الأدلة القائمة على النجاح أو الفشل في العمل، أو الادعاءات بالجزاء الذي سيأتي في مكان غير قابل للفحص (وجود «جنة عدن» أو «جهنم»).

## «الخير» كشيء ممتع
هناك تعريف آخر للخير تجده عند الأبيقوريين وينص على أن الخير هو ما يثير الإحساس بالمتعة أو بالرضا لدى البشر، أو انه مرغوب لدى الكثيرين بسبب الاعتقاد بأنه قد يثير مثل هذه الأحاسيس. وبموجب هذا التعريف فإن الخير هو الممتع. وهنا أيضا تعتمد محاولة تحديد نقطة مطلقة للخير (ولنقيضه، الشر) على الفرضية بأن تعريفات الممتع أو المُرضي مشتركة بين بني البشر وأنها تكون مطلقة في ظروف معينة.
المشكلة الأساسية في هذا التعريف هي أنه من الصعب تعريف الممتع أو المُرضي بشكل مطلق، لأن أي تعريف من هذا النوع يظل مرتبطا بالظروف دائما. هكذا مثلا تجد ان مقولة ان الطعام خير لأن تناوله يمتع غالبية البشر ليست صحيحة بالنسبة لتلك الشريحة من البشرية التي أنهت للتو تناول وجبة طعامها، وبالنسبة لأولئك الذين يخضعون لبرنامج تنحيف، أو بالنسبة لجميع الذين لا يتفقون مع ما يُعرّف على أنه «طعام جيد» في نظر الذين عرفوه بهذا الشكل أصلا. بالإضافة إلى ذلك لا يشتمل تعريف الخير على أنه ممتع على نظام تفسير ما يوضح لماذا يكون الممتع خيرا، باستثناء تفسير دائري على غرار: الممتع هو خير لأن ما هو خير يكون ممتعا.

## «الخير» كمُجدٍ
هناك تعريف ثالث للخير يقوم على الجدوى: يُعرف الخير بأنه يعود بالفائدة. وكان جيرمي بنتهام قد عرّف المجدي على أنه ما يعود بالسعادة الكبيرة للعدد الأكبر" من الناس. ورأى بنتهام أنه يمكن بناء معادلة حسابية تحدد ما هو مدى السعادة التي يحققها كل عمل، وبناء عليه يمكن تحديد مدى الخير الأخلاقي (أو الفائدة) الكامن فيه.
يقوم هذا التعريف للخير على عدة فرضيات. الأولى هي أن المعرفة ما هو الشيء الذي يعود بالسعادة الأكبر على أكبر عدد من الناس تكمن لدى شخص ما بشكل غير ذاتي. أي أن هذه المعرفة ليست المعرفة الذاتية، والجزئية الخاصة بشخص معين، بل هي معرفة موضوعية فوق بشرية. هذا الادعاء مساو في قيمته للادعاء القائل إن لدى بعض الناس القدرة على اكتساب المعرفة الإلهية، وأنهم يحققون هذه القدرة. وكما بالنسبة للادعاء الديني، هنا أيضا، بالنسبة لمن لا يعترف بأن لدى بعض الناس قدرة على كسب المعرفة الإلهية، لا تجد للتعريف أي معنى.
هناك فرضية مرافقة للفرضية الأولى وهي أنه ليس فقط أن لدى بعض الناس طريقة لكسب المعرفة الإلهية، بل إنهم مزودون بقدرة إلهية على تحقيق هذه المعرفة بحيث يؤدي تعريفهم للخير والشر إلى تحقيق كمية السعادة الأكبر بالنسبة للعدد الأكبر من الناس. الشهادات التي أوجدها دعاة الجدوى لمسار التحقيق هذا لا تزال قليلة.

## «الخير» كخيار شخصي في مجتمع ديمقراطي
هناك تعريف آخر لمدى الخير، وهو ليس تعريفا مطلقا متسامياً، يعتمد إلى حد ما على تعريف الجدوى والأبيقورية ويرى أن الخير هو ما يختاره غالبية الناس في الواقع باعتباره «خيرا» أو، على الأقل، باعتباره الأقل شرا. وبموجب دعاة هذا التعريف فإن بني البشر يختارون في التصويت الديمقراطي، ولا سيما في التصويت المباشر، إمكانية معينة تبدو لهم أفضل من غيرها، أو يختارون ممثلا يمثل الخير أفضل مما يمثله ممثلون محتملون آخرون مطروحون للاختيار.
يقوم هذا المفهوم للخير، إلى حد ما، على تعريف «الموافقة العامة» لروسو. ويقول روسو إنه في الوضع الطبيعي تجسد «الرغبة العامة» لجميع بني البشر الذين يربط بينهم «ميثاق اجتماعي» مدى الخير المثالي والمطلق، إذ إن خيارهم سيجسد ما هو مرغوب جدا لدى جميع بني البشر. ينطوي هذا المفهوم على مشكلة مركزية وهي أن هذا الوضع الطبيعي لم ينتج وهناك صعوبة ملحوظة في صياغة تعريف حالة قد ينشأ فيها أو حالة قد تقود إليه. وكما بين المؤرخ يعقوب طلمون، ومن بعده مفكرون آخرون، فإن الفرضية أن هناك «رغبة عامة» مشتركة بين جميع بني البشر تقود عادة إلى إنشاء «ديمقراطية شمولية» وهو نظام ديكتاتوري تسعى فيه أقلية حاكمة إلى السيطرة على المعرفة المطلقة بشأن ما هي «الرغبة العامة الحقيقية».
إذا رفضنا التعريف المطلق لروسو فإن فكرة الخير تصبح نتاجا لخيار أضعف كمرشد للتدريج الأخلاقي وتنتج عن ذلك عدة مشاكل. الأولى هي أن هذا التعريف للخير يصنف احتمالات معطاة حسب ترتيب أولويات معين متبع لدى غالبية بني البشر، ولكنه لا يشتمل على أي بعد أخلاقي. مثلا: إذا صوت سكان قرية ما في انتخابات ديمقراطية مباشرة على بناء أو عدم بناء حانة في ضواحي القرية فإن حسمهم يعكس ميزان مجمل الاعتبارات والمصالح ومشاعر أبناء القرية حول الموضوع ولكنه لا يحدد هل الحانة هي شيء جيد أم شيء سيئ بشكل مطلق.
هناك ثمة صعوبة أخرى في هذا التعريف وتكمن في أن تفضيل الأغلبية يعكس المفاهيم وسلم الأولويات لدى جزء من المجتمع في مكان وزمان معينين. وهو لا ينطبق خارج هذا الإطار، وقيمة الخيار هي توقعية وليست أخلاقية، بمعنى أنه يمكن الاستنتاج منه فيما يتعلق بتفضيل الأغلبية، وليس فيما يتعلق بالخير والشر المطلقين.
هناك قضية أخرى مرتبطة بهذا التعريف وهي حقيقة أن الخيار بين الإمكانيات المتاحة، والتي يكون عددها وجوهرها محدودا، يجعل الخيار ليس خيار الخير الشخصي الأقصى بل خيار الشر الشخصي الأدنى. ليس الخيار خيار الإمكانية المفضلة بل هو خيار الإمكانية الأقل ضررا في نظر الناخبين.